# Abbaye Saint-Pierre sur Madron
L'abbaye Saint-Pierre sur Madron est une ancienne abbaye bénédictine sur le Kleiner Madron près de Flintsbach am Inn, dans le Land de Bavière et l'archidiocèse de Munich et Freising.

## Histoire
L'abbaye Saint-Pierre est fondée en 1130 par le comte Siboto von Falkenstein et habitée par les moines de l'abbaye de Weihenstephan. Elle est détruite en 1296 et jamais reconstruite. Elle reste cependant un lieu de pèlerinage. Du XIVe siècle à 1803, elle est un prieuré titulaire du diocèse de Freising. Après la sécularisation de la Bavière, l'église est sauvée de la destruction par son acquisition avec des fonds provenant des agriculteurs locaux. La dernière rénovation date de 1972.